# El hombre de la máscara de hierro (película de 1998)
El hombre de la máscara de hierro (The Man in the Iron Mask) es una película estadounidense de acción, aventuras y drama estrenada en 1998, escrita, producida y dirigida por Randall Wallace y protagonizada por Leonardo DiCaprio en un papel dual como el protagonista y villano, Jeremy Irons, John Malkovich, Gérard Depardieu y Gabriel Byrne respectivamente como los mosqueteros Aramis, Athos, Porthos y D'Artagnan. Utiliza a los personajes protagonistas de las novelas de D'Artagnan de Alejandro Dumas, y está levemente basada en algunos fragmentos de la última de ellas, El vizconde de Bragelonne.
La película muestra a los ya maduros cuatro mosqueteros, Athos, Porthos, Aramis y D'Artagnan, durante el reinado de Luis XIV de Francia, y da una explicación al mito del hombre de la máscara de hierro. Utiliza una historia más similar a la de la película La máscara de hierro, protagonizada por Douglas Fairbanks en 1929, y a la de la versión dirigida por James Whale en 1939 que a la novela original de Dumas. Al igual que esta, las otras dos adaptaciones mencionadas también fueron distribuidas por United Artists.
Al igual que la versión de 1998, las dos adaptaciones antes mencionadas también fueron lanzadas a través de United Artists. La película recibió críticas mixtas, pero fue un éxito financiero, recaudó $ 183 millones en todo el mundo con un presupuesto de $ 35 millones.

## Argumento
Parte de esta historia es leyenda, sin embargo esto sí es verdad. Cuando los ciudadanos de Francia sublevados destruyeron la Bastilla, descubrieron entre sus archivos esta misteriosa entrada: «Prisionero número 64389000: El hombre de la máscara de hierro».
Cita de la película

En 1662, el Reino de Francia está en peligro de bancarrota debido a las guerras del rey Luis XIV (Leonardo DiCaprio) contra la República de los Países Bajos, que han dejado la agricultura del país sujeta a duros impuestos y fuerzan a los ciudadanos a alimentarse con comida podrida. A pesar de que el país parece estar a las puertas de una revolución, Luis continúa viviendo en su opulento palacio preocupado solamente de sus guerras y sus fiestas, y seduciendo a una mujer tras otra. Los tres mosqueteros están ya retirados y han tomado distintos caminos: Aramis (Jeremy Irons) es sacerdote, Porthos (Gérard Depardieu) lleva una vida desenfrenada con alcohol y mujeres, y Athos (John Malkovich) vive en el campo junto a su hijo Raoul (Peter Sarsgaard), que aspira a seguir los pasos de su padre ingresando en los mosqueteros. Solo D’Artagnan (Gabriel Byrne) permanece en activo, ahora como capitán de los mosqueteros.
Durante una de las fiestas de Luis, Aramis se entera de que los jesuitas consideran que las guerras del Rey son injustas e innecesarias, y el origen de la pobreza y el descontento del pueblo. Luis pide personalmente a Aramis que, como ex-mosquetero, localice al Padre General de los jesuitas y lo mate, lo que pone a Aramis en una encrucijada, ya que él mismo es el general de los jesuitas. También asisten a la fiesta Raoul y su prometida, Christine Bellefort (Judith Godrèche). Luis se encapricha inmediatamente de Christine, pero ella es fiel a Raoul y rechaza sus avances. Un asesino jesuita intenta matar a Luis, pero D’Artagnan lo impide, salvando la vida del Rey. Luis se dispone a seducir a Christine y envía a Raoul a la guerra para deshacerse de él. Athos y Raoul saben que ese repentino reclutamiento se debe a que Luis desea a Christine, pero Raoul decide ir de todas formas y cumplir con su deber a pesar de las quejas de su padre. Athos asegura enfurecido a D’Artagnan que si Raoul sufre algún daño, Luis se convertirá en su enemigo. D’Artagnan promete a su viejo amigo que hablará con el Rey para que revoque el regreso de Raoul al ejército.
Una multitud enfurecida de ciudadanos de París ataca a los mosqueteros tras ser alimentados con comida podrida, y D’Artagnan les promete hablar personalmente con el Rey sobre el hambre del pueblo. Luis asegura a D’Artagnan que se encargará del asunto y también que Raoul volverá pronto de la guerra. Sin embargo, ordena que su consejero jefe sea ejecutado por distribuir comida podrida (a pesar de que el propio Luis le ordenó hacerlo), y también ordena que si hay más revueltas, sean disueltas por la fuerza. En el frente, Raoul muere al ser alcanzado por un disparo de cañón, y al enterarse de la muerte de su hijo, Athos se presenta en el palacio dispuesto a matar a Luis, pero es detenido por D’Artagnan. Christine acude a ver a Luis para pedirle ayuda para su madre y su hermana, que están enfermas. Él le promete que recibirán los mejores cuidados, y esa misma noche se convierten en amantes.
Aramis convoca a Athos, Porthos y D’Artagnan a una reunión secreta, donde les revela que tiene un plan para derrocar a Luis. Athos y Porthos están de acuerdo, pero D’Artagnan se niega, diciendo que su juramento de honor no puede ser revocado ni traicionado. Athos se enfrenta a D’Artagnan por su lealtad a Luis, pero D’Artagnan se mantiene en su negativa a participar en el plan. Athos le llama traidor y le dice que si vuelven a verse, uno de los dos morirá.
Athos, Porthos y Aramis se infiltran en una remota prisión y sacan de allí a un misterioso prisionero que lleva una máscara de hierro. Lo llevan al campo, donde Aramis revela que se trata de Philippe (Leonardo DiCaprio), el hermano gemelo de Luis. Aramis cuenta que, la noche que Luis nació, su madre, la reina Ana (Anne Parillaud), dio a luz a gemelos. Luis XIII, para evitar que sus hijos se disputaran el trono, envió a Philippe a vivir al campo lejos de los suyos y sin conocer su verdadera identidad. En su lecho de muerte, Luis XIII reveló la existencia de Philippe a Ana y Luis. Ana, a la que su confesor le había dicho que Philippe había muerto en el parto, quiso restaurar sus derechos dinásticos al saber que seguía vivo. Pero por entonces Luis ya era rey y, demasiado supersticioso para matar a su propio hermano, ordenó encerrarlo en la prisión con la máscara de hierro para ocultar su identidad. Aramis también confiesa que fue él quien encerró a Philippe en prisión y le puso la máscara, por lo que le pide que le perdone si lo desea. El plan de Aramis consiste en reemplazar a Luis por Philippe, para así redimirse y salvar a Francia. Los mosqueteros comienzan a entrenar a Philippe para que aprenda a actuar y a comportarse como Luis, mientras Athos empieza a desarrollar sentimientos paternales hacia él.
Durante un baile de máscaras en palacio, Athos, Porthos y Aramis ponen en práctica su plan: secuestran al rey y lo sustituyen por Philippe. Desgraciadamente, éste pronto se delata al mostrarse mucho más compasivo y amable que su hermano cuando Christine aparece en medio de la fiesta y se enfrenta a él tras descubrir su responsabilidad en la muerte de Raoul, lo que despierta las sospechas de D’Artagnan. Mientras Athos, Porthos y Aramis luchan por salir del palacio junto a Luis, D’Artagnan ordena bloquear todas las salidas, cortando el paso de sus amigos. D’Artagnan usa a Phillippe como rehén y aunque Athos, Porthos y Aramis logran salir del palacio a salvo, Phillippe es capturado. Ya en palacio, Luis maldice a su hermano y, a pesar de los intentos de D’Artagnan y Ana para que le perdone, Philippe pide morir antes que volver a prisión. Sin embargo, Luis le condena a ser encarcelado de nuevo y a llevar la máscara durante el resto de su vida. Después ordena a D’Artagnan que le traiga las cabezas de Athos, Porthos y Aramis, o le cortará la suya. Mientras, Christine se suicida ahorcándose ante la ventana de Luis, consumida por el dolor y el remordimiento. Luis ordena desaparecer el cadáver.
D’Artagnan contacta con sus amigos y les ofrece ayuda para rescatar a Philippe de la Bastilla. Luis, que sospechaba que D’Artagnan ayudaría a sus amigos, ordena seguirle y los sorprende a todos en la prisión, por lo que los veteranos mosqueteros enfrentan, espada en mano, a la tropa del Rey; aunque Luis ofrece clemencia a D’Artagnan si se rinde, éste se niega, revelando a Philippe y a sus amigos que Luis y Philippe son hijos suyos, fruto de su romance con Ana. También revela que nunca supo de la existencia de Philippe, y que nunca había sentido orgullo de padre hasta ahora. Sin posibilidad de escape, Athos, Porthos, Aramis, D’Artagnan y Philippe se disponen a lanzar una carga final contra los mosqueteros de Luis, y estos al bajar la mirada o cerrar los ojos no apuntan al disparar, y al ver su gran valor y conocedores de su leyenda se rinden y les presentan sus respetos. Luis ataca por sorpresa a Philippe con un puñal y D’Artagnan se interpone entre ellos, recibiendo el impacto y quedando mortalmente herido. Philippe ataca a Luis, pero D’Artagnan le recuerda que es su hermano. Athos pide perdón a su amigo, tras darse cuenta de que su lealtad a Luis se debía al amor hacia su hijo, el mismo que él sentía por Raoul. D’Artagnan muere en los brazos de sus amigos.
El teniente Andre, segundo de D’Artagnan, enfurecido por la muerte de su mentor, ordena a sus hombres jurar silencio y salir de la prisión. Andre y los mosqueteros vuelven a intercambiar a los hermanos, y Philippe envía a Luis a prisión con la máscara, ordenando que sea alimentado por un sordomudo. En el funeral de D’Artagnan, Philippe pide a Athos que sea su padre adoptivo y él acepta. Philippe y su madre se quedan contemplando el horizonte, mientras Aramis narra cómo el rey conocido como Luis XIV llegó a convertirse en el más grande gobernante de la historia de su nación y que, tiempo después, Philippe concedió a Luis un indulto y le permitió retirarse a vivir pacíficamente en una casa en el campo, donde su madre lo visitaba a menudo.

## Reparto
- Leonardo DiCaprio - Rey Luis XIV/Philippe: Luis es un rey arrogante, cruel y ambicioso que siempre consigue lo que quiere sin importar el método empleado. Es detestado por el pueblo ya que sólo se preocupa de celebrar fiestas y de cuidar sus propios intereses. No muestra aprecio por nadie, ni siquiera por su gemelo, ni por la innumerable cantidad de amantes que posee, llegando solo a sentir cierto afecto por Christine, a cuyo prometido envió a morir en la guerra. Al final, es llevado a la prisión de la Bastilla condenado a llevar la máscara por los crímenes que cometió. En la novela original e históricamente Luis XIV no era tan malo, sino que sólo era un rey desconfiado e inmaduro, que tras ser opacado en su vida por personajes como Mazarino o Fouquet, se propuso como objetivo convertirse en la única autoridad real en Francia, llegando incluso en ciertas ocasiones a perdonar a sus propios enemigos.[4][5]
  - Philippe/El Hombre de la Máscara de Hierro: Es el hermano gemelo de Luis. Al nacer, fue recluido en una casa de campo para evitar que la gente descubriera su identidad, pero creció sin amigos y sin saber nada de sus orígenes. Cuando su hermano subió al trono, fue llevado a prisión y Aramis le condenó a llevar una máscara de hierro, siendo liberado seis años después por Athos, Porthos y Aramis. Philippe es muy amable y clemente, en contraste con su hermano gemelo. Finalmente, Philippe acaba convertido en rey, asumiendo la identidad de Luis XIV, gracias al sacrificio de D'Artagnan y al apoyo de sus fieles amigos, Athos, Porthos y Aramis. En la novela original, Philippe tiene un carácter más decidido y astuto, sin embargo termina prisionero en la Isla Santa Margarita, con la máscara de hierro en su rostro. El personaje está libremente inspirado en Philippe I de Orleans, hermano menor de Luis XIV.[6][7]

- Gabriel Byrne - D'Artagnan: D'Artagnan es el jefe de los mosqueteros y guardaespaldas del rey Luis XIV. Tiene 48 años. No quiere unirse a la conspiración de Aramis ya que juró lealtad al rey, intentando que este mejorara sus intenciones, apoyándole incluso cuando sus decisiones eran equivocadas y crueles. También se ve que es el amante de la reina Anne, madre de Louis y Philippe y entrega su vida para proteger a este último. Poco antes de morir, revela que Louis y Philippe eran hijos suyos, pues él siempre amó a Anne. Hay que señalar que el D'Artagnan histórico y el de la novela, si bien era capitán de los mosqueteros del rey, nunca tuvo una relación amorosa con la reina Anne, ni mucho menos era padre de Luís XIV y Philippe. Además muere en circunstancias diferentes, ya que es víctima de un disparo en el pecho al momento de recibir la noticia de su ascenso a la mariscalía de Francia, cuando luchaba contra los holandeses, como menciona el epílogo de la novela.
- Jeremy Irons - Aramis: Aramis es sacerdote jesuita y ex mosquetero. Tiene 50 años. El rey Louis en persona le ordenó el asesinato de un líder religioso que resultó ser el mismo, por ello trama una conspiración junto a Athos y Porthos para sustituir al rey por su hermano gemelo que el mismo encarceló. Aramis tiene una gran fe y una confianza completa en sus amigos, además de ser sumamente metódico. El Aramis del filme es bastante fiel al de la novela. Este último era aliado de Nicolás Fouquet y aspiraba a convertirse en papa, pero tras el fracaso del plan de suplantación del rey se ve obligado a exiliarse a España, volviendo cuatro años después a Francia en calidad de embajador y bajo el título de «Duque de La Alameda». Es el último de los cuatro, tras la muerte de sus compañeros.[8]
- John Malkovich - Athos: Ex mosquetero. Padre de Raul. Tiene 60 Años. Athos es un hombre serio, responsable y de gran honor, y es padre de un joven llamado Raul. Cuando este último fue mandado a morir a la guerra por el rey, ya que este quería a su prometida, Athos juró venganza contra Louis. Apoyó a Aramis en su conspiración para sustituir al rey y cuando conoció a Philippe comenzó a tratarle y a quererle como a su propio hijo. A diferencia del filme, el personaje de la novela nunca tuvo un carácter violento o vengativo, siendo más bien un noble melancólico y resignado ante la vida, que falleció de tristeza al poco tiempo de conocer la noticia de la muerte de su hijo Raoul.
- Gérard Depardieu - Porthos: Al igual que Athos y Aramis es ex mosquetero. Tiene 60 años. Porthos adora la vida, las mujeres, la comida y el vino, es sumamente bromista y se toma las cosas con poca seriedad, pese a sus problemas de virilidad. Adora la vida en el campo, aunque echa de menos sus tiempos de mosquetero, siendo un gran compañero capaz de ayudar y dar la vida por sus amigos. El personaje de la novela comparte ciertas características con el de la película, aunque es mucho menos vulgar. Tampoco sufre de impotencia sexual como se manifiesta en el filme, pese a quejarse de falta de fuerza en sus piernas. Dicha debilidad le impidió escapar a tiempo de la destrucción de una gruta en Belle-Île-en-Mer, tras luchar con fuerzas del rey, muriendo aplastado por las rocas.[9]
- Anne Parillaud - Reina Ana de Austria: La Reina Anne es la madre de Louis y Philippe. Cuando dio a luz a sus dos hijos se le dijo que Philippe había muerto al nacer y no se enteró de su existencia hasta la muerte de su marido. Quiere a su hijo Louis, pero ve que es un rey cruel y acepta la conspiración de Aramis para sustituir a Louis por Philippe, e incluso, cuando el plan fracasa, Anne apoya a Philippe delante de Louis. También es la amante de D'Artagnan por lo que Louis y Philippe son hijos del mosquetero. Sin embargo, históricamente y de acuerdo a la novela, la reina Anne nunca tuvo amores con D'Artagnan. En El Vizconde de Bragelonne ella siempre supo de la existencia de los gemelos, y tras el encierro de Philippe en la Isla de Santa Margarita, su figura termina eclipsada por la de su hijo Louis y fallece en 1666.[5]
- Judith Godrèche - Christine Bellefort: Durante una fiesta celebrada por el rey Louis, este se le insinúa, pero ella lo rechaza pues está prometida a Raoul. Viendo que mientras esté prometida no puede conquistarla, Louis manda a Raoul al ejército para que muera en la guerra, y logra que Christine se convierta en su amante, a cambio de facilitar cuidados a la madre y hermana de la joven, que se encontraban enfermas. Christine acaba descubriendo toda la verdad y se acaba ahorcando en sus aposentos. El personaje de Christine está inspirado en el de Louise de La Vallière, heroína de El Vizconde de Bragelonne, quien a diferencia de su símil en la película, nunca correspondió a Raoul, ya que en realidad amaba al rey Louis. Tras la muerte de Raoul termina opacada por Madame de Montespan, nueva amante del rey.
- Peter Sarsgaard - Raoul: Hijo de Athos y prometido de Christine a quien amaba con toda su alma. Sin embargo, el rey Louis se encaprichó de ella y lo mandó a la guerra para poder seducirla, pese a las advertencias de D'Artagnan. Finalmente Raoul muere en batalla, en primera línea frente al cañón, provocando la furia de Athos contra Louis XIV. Raoul es el «Vizconde de Bragelonne», aunque es uno de los múltiples protagonistas de la novela del mismo nombre. Tras descubrir el engaño amoroso de Louise, Raoul cae en una profunda melancolía y, decidido a morir, se embarca a una expedición a África, en la cual tras ser herido gravemente, termina perdiendo la vida.
- Edward Atterton - André, teniente de los mosqueteros: El segundo al mando de los mosqueteros y admirador de D'Artagnan. Cuando este último decide ponerse del lado de Athos, Porthos, Aramis y Philippe, André se convierte en el capitán de los mosqueteros y lucha contra Athos, pero es derrotado, llegando a salvar su vida gracias a D'Artagnan. Al final, al ver como Louis asesinaba a su mentor, decide ponerse del lado de Philippe y ayuda a colocarle la máscara de hierro a Louis para enviarlo a prisión. No aparece en la novela.
- Hugh Laurie - Pierre, consejero real
- David Lowe - Consejero real

### Doblaje
| Actor original    | Personaje               | Actor de doblaje (España) | Actor de doblaje (Hispanoamérica) |
| ----------------- | ----------------------- | ------------------------- | --------------------------------- |
| Leonardo DiCaprio | Rey Luis XIV / Philippe | Luis Posada               | Sergio Zaldívar                   |
| Gabriel Byrne     | D'Artagnan              | Manolo García             | Carlos Becerril                   |
| John Malkovich    | Athos                   | Mario Gas                 | Gerardo Reyero                    |
| Gérard Depardieu  | Porthos                 | Camilo García             | Salvador Nájar                    |
| Jeremy Irons      | Aramis                  | Salvador Vidal            | Salvador Delgado                  |
| Anne Parillaud    | Reina Madre Anne        | Maife Gil                 | Rocío Garcel                      |
| Judith Godrèche   | Christine               | Ana Pallejà               | Cony Madera                       |
| Peter Sarsgaard   | Raoul                   | Daniel García             | Mario Castañeda                   |
| Edward Atterton   | Teniente Andre          | Juan Antonio Bernal       | José Arenas                       |
| Hugh Laurie       | Consejero jefe          | Gonzalo Abril             | Javier Pontón                     |
| David Lowe        | Consejero               | Alberto Mieza             | ?                                 |

## Producción
En esta versión, el "hombre de la máscara de hierro" se presenta como número de prisionero 64389000 basado en el número relacionado con su homónimo encontrado en la Bastilla. El castillo de Vaux-le-Vicomte actúa como la residencia principal del rey, ya que Versalles aún estaba en una etapa temprana de su construcción y años antes de que Luis estableciera su residencia allí.

## Diferencias con la novela
- La historia de El hombre de la máscara de hierro constituye solo la última parte de la novela El vizconde de Bragelonne. En la obra de Alexandre Dumas, aunque el complot para reemplazar al rey Louis XIV con su hermano gemelo se frustra, el gemelo se representa inicialmente como un personaje mucho más comprensivo que el rey. Sin embargo, en la última parte de la novela, el rey es retratado como un hombre inteligente, más maduro y un poco incomprendido que de hecho merece el trono, y los mismos mosqueteros están divididos: Aramis (con la ayuda de Porthos, quien es ignorante y fácilmente engañado) se puso del lado del prisionero, D'Artagnan con el rey Louis y Athos se retira por completo de la política. Al asignársele la tarea de capturar a sus amigos Porthos y Aramis, refugiados en Belle-Île-en-Mer, D'Artagnan trata en lo posible por dilatar aquello, pero al verse anticipado en sus movimientos por un oficial nombrado por el rey y Colbert, es arrestado y conducido a Francia. Sin el mando de D'Artagnan y su conocimiento táctico de sus amigos convertidos en enemigos, los hombres del rey toman el refugio de la fortaleza de Aramis, pero con gran pérdida de vidas, mientras que Porthos muere en una heroica última resistencia y Aramis escapa para solicitar asilo político en España. (y luego regresar como miembro de la embajada española, para asegurar su neutralidad en caso de que Francia y Holanda llegaran a las manos). D'Artagnan se explica al Rey, es indultado y devuelto a su cargo, y se le dice que si quiere el ascenso final que estaba a punto de obtener, es mejor que vaya y lo gane en un campo extranjero: en la guerra posterior contra Holanda, finalmente se le otorga el ascenso al mando supremo, solo para ser asesinado mientras lee el aviso de su ascenso en el sitio de Maastricht.
- En la película no aparecen Nicolás Fouquet ni Colbert, aunque hay una escena en la que el rey despide y ordena ejecutar a uno de sus asesores, nombrando a otro en su lugar, situación que recuerda lejanamente a la caída de Fouquet y el ascenso de Colbert. Tampoco se hace mención alguna del Cardenal Mazarino, del rey Carlos II de Inglaterra, de la reina María Teresa de Austria, de la princesa Enriqueta, de los lacayos de los mosqueteros o de otros personajes secundarios del libro.
- En la novela, Louis XIV es retratado inicialmente como un rey inmaduro y mujeriego, pero deseoso de ser un buen gobernante, terminando por ser reconocido como tal. Sin embargo, en la película, el rey es representado negativamente, como un verdadero tirano, y termina siendo encerrado en La Bastilla con la máscara de hierro como castigo por sus crímenes, para luego ser indultado por su hermano.
- En el libro, pese a ser un personaje positivo, Philippe no tiene mayor protagonismo que su símil de la película. Además, en la novela, Philippe acaba encerrado para siempre en la Isla de Santa Margarita con la máscara de hierro, mientras que el Philippe de la película termina siendo el nuevo rey en lugar de Louis.
- En la película, Philippe es representado desde un comienzo con la máscara de hierro puesta en su rostro, encontrándose encerrado en una prisión instalada en una isla. Sin embargo, en el libro, Philippe inicialmente se encontraba cautivo en La Bastilla en condiciones algo más dignas y sin la máscara de hierro, con la que sería castigado más tarde.
- En la novela, Athos y D'Artagnan nunca rompieron su amistad, pese a sus diferencias de lealtad con Louis XIV; no así en la película, en la que, tras la muerte de Raoul, Athos se enemista con D'Artagnan hasta el enfrentamiento final en La Bastilla.
- En el filme, Louis XIV envía a Raoul a la guerra para así poder quedarse con Christine como amante. En cambio, en la novela, la decisión de ir a la guerra la adopta el propio Raoul de Bragelonne, decidido a morir a causa de la tristeza y decepción por el engaño de Louise con el rey.
- El clímax de la película tiene lugar cuando los cuatro antiguos mosqueteros se enfrentan contra los jóvenes mosqueteros de Louis XIV en La Bastilla. En el libro tiene lugar con Aramis y Porthos luchando contra las fuerzas del rey en Belle-Île-en-Mer, mientras D'Artagnan hacía lo posible por salvarlos. Por su parte, Athos, retirado de todo conflicto político, se despedía de su hijo Raoul, quien partía a la guerra en África, donde terminaría muriendo.
- En la novela mueren Porthos, Athos y finalmente D'Artagnan, mientras que Aramis fue el único sobreviviente de los cuatro. En la película, los tres mosqueteros sobreviven y solo muere D'Artagnan, quien se sacrifica para salvar a Philippe.

1.  Diferencias con otras versiones:
Existen algunas divergencias entre  
libro original y distintas adapta-
ciones del libro, en el método narra-
tivo que retrata a los gemelos reales y el plan para sus-
tituirlos. 
1. " El Hombre de la máscara de hie-
rro"( versión muda de 1.929):
En esta versión, protagonizada por  Douglas Fairbanks como D'Artagnan, Existe una pers-
pectiva favorable   de Luis XiV y su hermano gemelo
melo como victi-
ma de un complot vil y el impedi-
dimento a este ardid por los mosqueteros, es una adaptación más justa y apro-
piada.  
2. " El Hombre de la máscara de hierro "(1.998):
En esta versión, Luis XIV es repre-
sentado como vi-
llano y su hermano gemelo Phillipe ( como víctima) .
Además, la lealtad de D"Artagnan, oscila entre el monarca y los tres mosqueteros. 
A diferencia de la novela y otras a-
daptaciones, el padre biológico de los hermanos ge-
melos es D'Artagnan y no Luis XVIII.
También, es evidente el servi-
cio de D" Artagnan a la corona, aunque en fase final de la película,  triunfa la lealtad a los mosqueteros e incluso otorga su vida por Phillipe. 
En esta adapta-
cion, radica una influencia bíblica de David y con na-
rrativa del fatídico destino de Raoul y suceso ausente en el libro.

## Errores históricos
Muchas personas y eventos históricos representados en la película están fuertemente ficcionalizados, como se declara en una narración de apertura.
- Un retrato de Luis XV se puede ver en los apartamentos de Luis XIV. Luis XV fue bisnieto y sucesor de Luis XIV. Nació en 1710 y los acontecimientos de la película tienen lugar aproximadamente medio siglo antes de su nacimiento.
- La muerte de D'Artagnan no concuerda con los hechos biográficos. El personaje está basado en Charles de Batz-Castelmore d'Artagnan, un capitán de los Mosqueteros de la Guardia, que murió en batalla durante el Sitio de Maastricht (1673) (1673) —un evento que concluye las novelas de Dumas, en el que D'Artagnan es asesinado mientras lee el tan esperado aviso de su ascenso al mando supremo.
- Luis XIV tenía un hermano en la vida real, Felipe I de Orleans, que no aparece en la película y "no" era el gemelo del rey. Luis XIV nació en 1638. Felipe I era su hermano menor, nacido en 1640. Felipe fue el fundador de la Casa de Orleans, una rama cadete de la Casa de Borbón. Aparece en las novelas originales de Dumas, como un petimetre, probablemente homosexual dandy, pero no está involucrado en la trama en ninguno de los lados, y tiene poco más que una referencia de que él es el único hermano que Louis está dispuesto a reconocer.
- Ambientada en 1662, la película retrata al rey como soltero. El histórico Luis XIV se casó con su primera esposa, María Teresa de España, en 1660. Permanecieron casados hasta su muerte en 1683.
- A pesar de la paz y la prosperidad a las que se alude al final de la película, Luis XIV pasó la mayor parte del resto de su reinado en la guerra.

## Recepción

### Taquilla
La película recaudó 17 millones de dólares en su fin de semana de estreno, quedando en segundo lugar detrás de Titanic, otra película protagonizada por Leonardo DiCaprio. Finalmente, recaudó 56 millones de dólares en la taquilla nacional y 126 millones en la internacional, con un total de 183 millones en todo el mundo.

### Críticas
En Rotten Tomatoes la película tiene un índice de aprobación del 32% basado en 41 críticas. El consenso de la crítica del sitio afirma: "Leonardo DiCaprio interpreta dos papeles con rendimientos decrecientes en El hombre de la máscara de hierro, una interpretación cursi del epílogo de los mosqueteros que tiene toda la pompa del texto de Alejandro Dumas, pero nada de su garbo romántico". En Metacritic tiene una puntuación del 48% basada en 18 críticas.

### Nominaciones
La película fue nominada a la mejor partitura original para una película de aventuras por el Premio Internacional de Críticos de Música de Cine (IFMCA).
Depardieu fue nominado al Premio de la Academia de Cine Europeo a los Logros del Cine Mundial por su papel como Porthos. DiCaprio ganó un premio Golden Raspberry a la peor pareja en pantalla por sus interacciones como gemelos en la película.

## Banda sonora
La música de esta película fue escrita por el compositor inglés Nick Glennie-Smith. El patinador Alexei Yagudin se convirtió en medalla de oro patinando con esta música en los Juegos Olímpicos de invierno de 2002. Ganó con el programa El hombre de la máscara de hierro, basado en la banda sonora de la película.
1. "Surrounded"
2. "Heart of a King"
3. "The Pig Chase"
4. "The Ascension"
5. "King for a King"
6. "The Moon Beckons"
7. "The Masked Ball"
8. "A Taste of Something"
9. "Kissy Kissie"
10. "Training to Be King"
11. "The Rose"
12. "All Will Be Well"
13. "All for One"
14. "Greatest Mystery of Life"
15. "Raoul and Christine"
16. "It is a Trap"
17. "Angry Athos"
18. "Raoul's Letter"
19. "The Palace"
20. "Raoul's Death"
21. "Queen Approaches"